# 城山町 (横手市)
城山町（しろやままち）は、秋田県横手市の町。郵便番号は013-0012。人口は0人、世帯数は0世帯（2020年10月1日現在）。丁目の設定のない単独町名で、全域で住居表示を実施している。旧横手市下根岸町、睦成の各一部に相当する。

## 地理
横手地域の中央部に位置し、北と東で睦成、西で城西町、南で根岸町・城南町と隣接する。横手公園に包摂され、横手城模擬天守や秋田神社、運動広場（旧市営球場）などがあり、遠く鳥海山を望むことができる景勝地として知られる。また、桜の名所としても知られており、多くの観光客で賑わう。
市内には他に城西町・城南町という地名があり、いずれも横手城の周辺にある。
全域が都市計画区域に含まれるが、区域区分非設定区域となっている。都市計画法上の用途地域では全域が第一種低層住居専用地域に指定されており、風致地区では、全域が第一次城付風致地区に指定されている。

## 歴史

### 町名の変遷
住居表示に関する法律が施行された1962年5月10日以降、旧横手市内においても住居表示が進み、1965年より第一次から第五次にかけて実施された。本地域は第一次地区として1965年4月1日に実施され、現行の城山町はここで誕生した。町名は、一体が「お城山」と呼ばれていることに由来。
| 実施後 | 実施年月日     | 実施前                                     | 備考 |
| ------ | -------------- | ------------------------------------------ | ---- |
| 城山町 | 昭和40年4月1日 | 下根岸町（一部） しもねぎしまち            |      |
| 城山町 | 昭和40年4月1日 | 睦成字大谷地（一部） むつなり あざおおやち |      |
| 城山町 | 昭和40年4月1日 | 睦成字城付（一部） むつなり あざしろつけ   |      |

## 世帯数と人口
2020年（令和2年）10月1日現在の世帯数と人口は以下の通りである。町内に住居を持つ者はいない。
| 丁目   | 世帯数 | 人口 |
| ------ | ------ | ---- |
| 城山町 | 0世帯  | 0人  |

### 人口・世帯数の推移
以下は国勢調査による1995年（平成7年）以降の人口の推移。かつては少数ながら住民が居たが、2020年（令和2年）の調査で0人となった。
| 年                 | 人口 |
| ------------------ | ---- |
| 1995年（平成7年）  | 29   |
| 2000年（平成12年） | 4    |
| 2005年（平成17年） | 3    |
| 2010年（平成22年） | 1    |
| 2015年（平成27年） | 1    |
| 2020年（令和2年）  | 0    |

以下は国勢調査による1995年（平成7年）以降の世帯数の推移。
| 年                 | 世帯数 |
| ------------------ | ------ |
| 1995年（平成7年）  | 10     |
| 2000年（平成12年） | 2      |
| 2005年（平成17年） | 2      |
| 2010年（平成22年） | 1      |
| 2015年（平成27年） | 1      |
| 2020年（令和2年）  | 0      |

## 小・中学校の学区
市立小・中学校に通う場合、学区（校区）は以下の通りとなる。
| 番地 | 小学校               | 中学校               |
| ---- | -------------------- | -------------------- |
| 全域 | 横手市立横手南小学校 | 横手市立横手南中学校 |

## 交通

### 鉄道
町内に駅はない。最寄り駅は■奥羽本線、■北上線の横手駅。

### 道路
町内に主要な道路は通っていない。

## 施設
- 横手公園[2]
  - 横手公園展望台（29番1号）[17]
  - 横手公園運動広場（4番）[18]
  - 秋田神社（4番）[19]

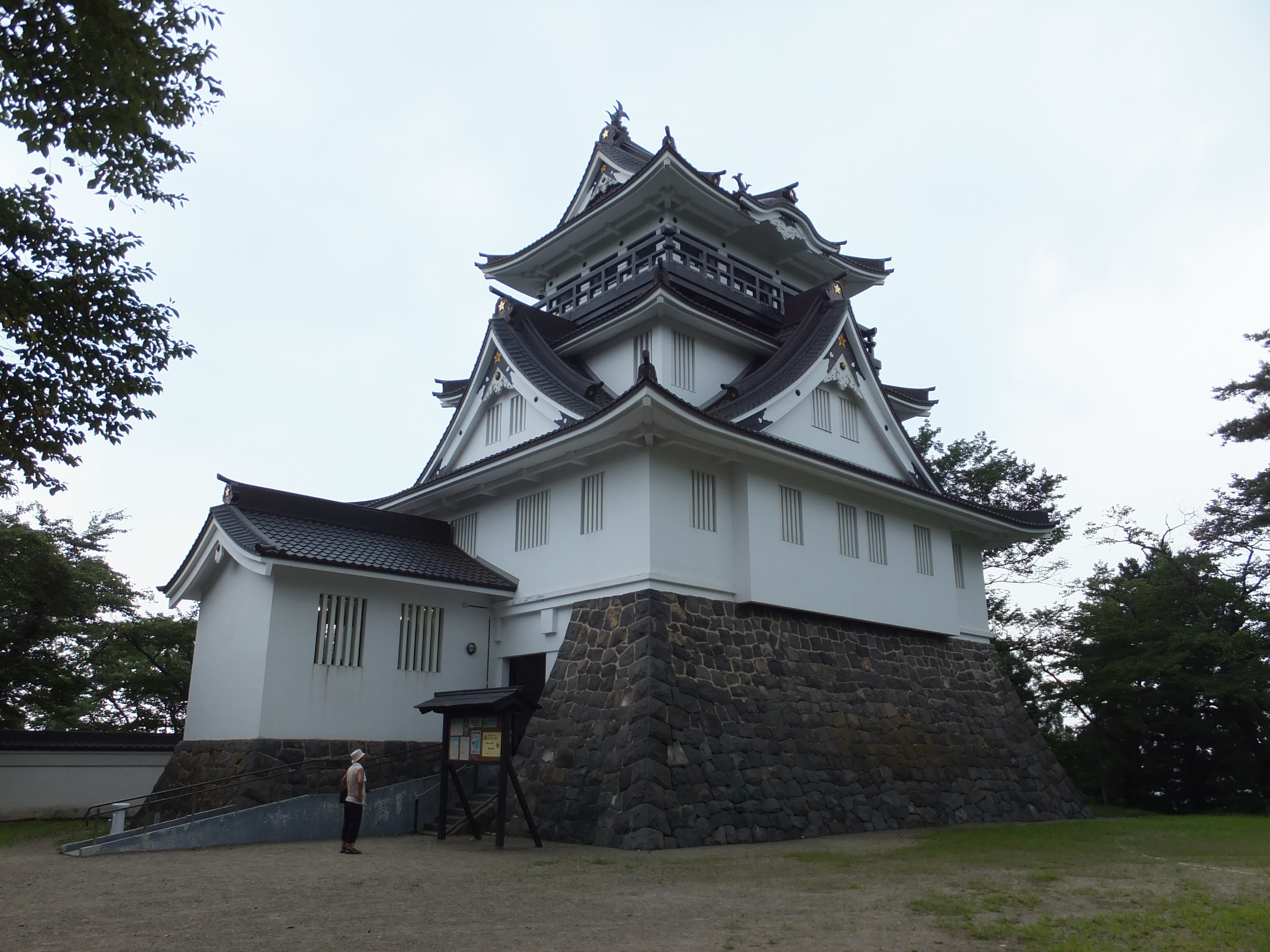
横手城模擬天守（横手公園展望台）
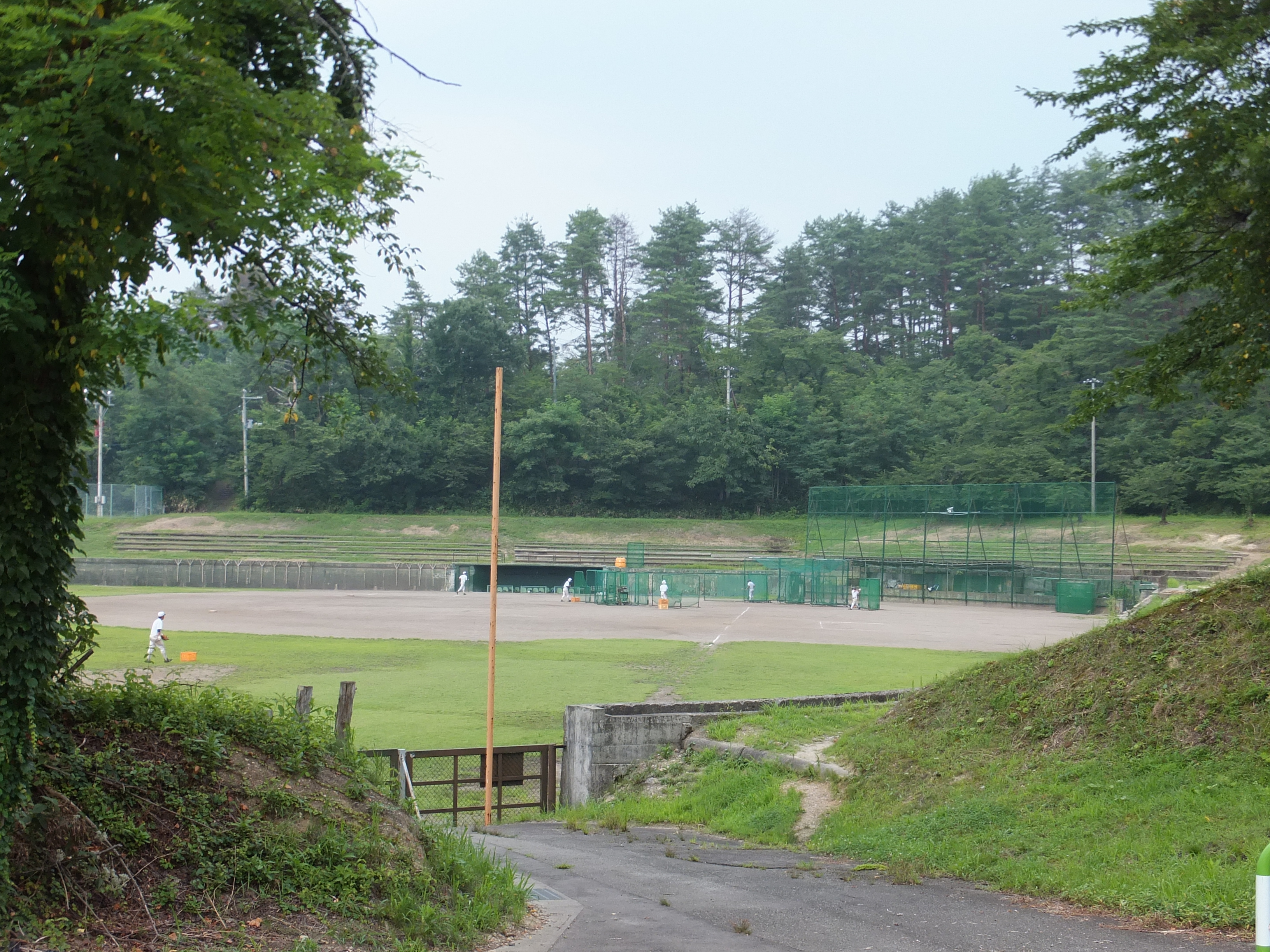
横手公園運動広場（旧市営球場）
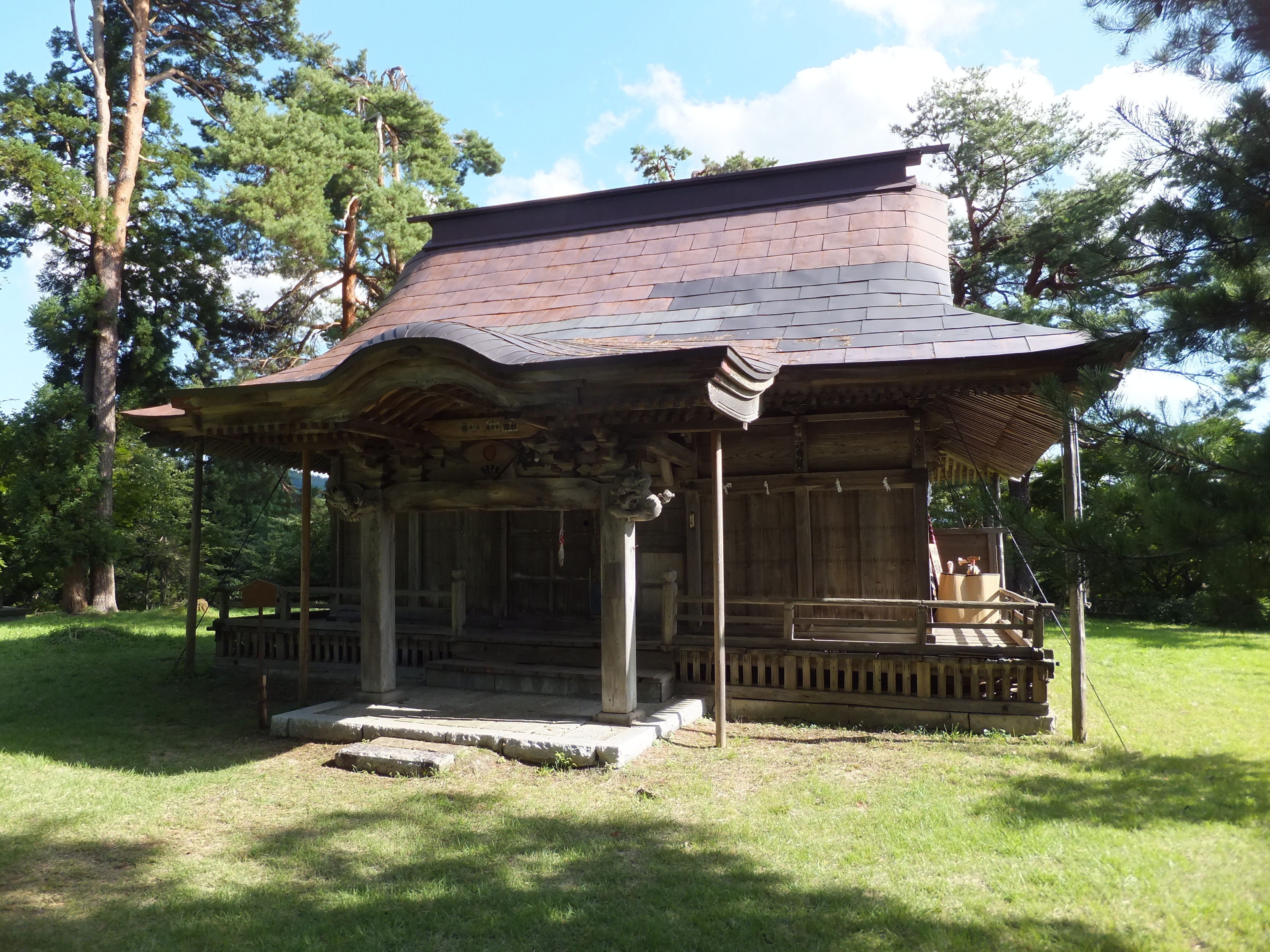
秋田神社